# Consonante lateral
Una consonante lateral es un sonido consonántico de "tipo L" producido por la obstrucción hecha a lo largo del eje longitudinal de la lengua, haciendo que el flujo de aire pulmonar salga por uno o ambos lados de la lengua. Cuando una consonante no es lateral se dice que es una consonante central.
Las mayoría de las veces la punta de la lengua hace contacto con la parte superior de los dientes (ver consonante dental) o la cresta alveolar justo detrás de los dientes (ver consonante alveolar). Comúnmente las consonantes laterales suelen ser aproximantes que pertenecen a la clase de las consonantes líquidas.

## Laterales en las lenguas del mundo
El español moderno comúnmente tiene un único fonema lateral alveolar /l/, aunque el castellano medieval y todavía algunas variedades de español en Europa y América, tienen otra consonante lateral palatal /ʎ/. El inglés tiene también un único fonema aproximante /l/, aunque claramente tiene dos alófonos o realizaciones fonéticas diferentes de este sonido; una que se da antes del núcleo silábico como en lady 'señora' o fly 'volar' articulada como [l] (llamada tradicionalmente clear l) y otra vairante usada tras el núcleo silábico como en bold 'audaz' o tell 'decir' articulada como [ɫ]. Si bien en inglés la articulación de /l/ depende automáticamente de la posición en que se encuentra, en otras lenguas como el albanés donde también existen esos dos sonidos, estos son fonemas diferentes en oposición ya que en un mismo contexto puede aparecer uno u otro, contrastando en significado ambos. En las lenguas eslavas orientales existe un contraste entre [ɫ] y [lʲ] y sin embargo no existe el alófono [l].
En algunas lenguas y dialectos secundarios de muchas lenguas como el portugués de Brasil, el antiguo francés, el moderno polaco o el dialecto cockney del inglés una /l/ final puede articularse como [ɰ] o incluso [w].
En cuanto al número de sonidos laterales en contraste algunas lenguas australianas así como el irlandés pueden llega a tener incluso 3 o 4 sonidos laterales diferentes.

## Tipos de sonidos de laterales

### Aproximantes
- Aproximante lateral alveolar [l]
- Aproximante lateral alveolar velarizada [ɫ]
- Aproximante lateral retrofleja [ɭ]
- Aproximante lateral palatal [ʎ]
- Aproximante lateral velar [ʟ]

### Fricativas
- Fricativa lateral alveolar sorda [ɬ] (en Navajo, Galés)
- Fricativa lateral alveolar sonora [ɮ] (en Mongol, Tigak)
- Fricativa lateral retrofleja sorda [ꞎ] (en Toda)
- Fricativa lateral retrofleja sonora [ɭ˔] (o [𝼅])
- Fricativa lateral palatal sorda [𝼆] (en Dahalo)
- Fricativa lateral palatal sonora [ʎ̝]
- Fricativa lateral velar sorda [𝼄] (en Archi)
- Fricativa lateral velar sonora [ʟ̝] (en Archi)

### Africadas
- Africada lateral alveolar sorda [tɬ] (en Náhuatl, Navajo)
- Africada lateral alveolar eyectiva [tɬʼ] (en Navajo)
- Africada lateral alveolar sonora [dɮ]
- Africada lateral palatal sorda [c𝼆] (en Hadza)
- Africada lateral palatal eyectiva [c𝼆ʼ] (en Dahalo, Hadza)
- Africada lateral velar sonora [ɡʟ̝] (en Laghuu)
- Africada lateral velar sonora [k𝼄] (en Archi y Laghuu)
- Africada lateral velar eyectiva [k𝼄ʼ] (en Archi, Gǀwi y Zulú).

### Vibrantes simples
- Vibrante lateral alveolar [ɺ] (en Japonés, Wayuu)
- Vibrante lateral retrofleja [𝼈] (en Pashto y Iwaidja)
- Vibrante lateral palatal [ʎ̮] (en Iwaidja)

### Clics
- Clic lateral dental [ǁ̪], [ɡǁ̪], [ŋǁ̪], etc. (en Juu)
- Clic lateral alveolar [ǁ], [ɡǁ], [ŋǁ], etc. (en Khoisan y Bantu)
- Clic lateral palatal "[ǂǂ]", "[ɡǂǂ]", "[ŋǂǂ]", etc. (en Juu)

## Otros signos
Los signos usados para la fricativa lateral alveolar sorda [ɬ] constituye la base para otros signos ad hoc que denotan otras fricativas laterales sordas, como se aprecia en la siguiente imagen:
El signo empleado para la vibrante lateral alveolar [ɺ] se emplea como base para la correspondiente vibrante lateral retrofleja: 
Dichos signos son poco frecuentes, pero están siendo usados cada vez con mayor frecuencia. Nótese sin embargo que dichos signos no forman parte del inventario aceptado en el AFI y como Unicode 5.2, no existen códigos Unicode asignados a ninguno de ellos.